# Central Obrera Boliviana
Die Central Obrera Boliviana (COB) ist der Dachverband der bolivianischen Gewerkschaften. Sie wurde im Jahre 1952 gegründet, nachdem das Movimiento Nacionalista Revolucionario durch eine Revolution an die Macht gekommen war. Die stärkste Mitgliedsgruppe des COB war die Federación Sindical de Trabajadores Mineros de Bolivia FSTMB (dt. Gewerkschaft der bolivianischen Minenarbeiter), welche 1946 mit den „Pulacayo-Thesen“ ein revolutionäres, trotzkistisch inspiriertes und über gewerkschaftliche Fragen hinausgehendes Programm verabschiedet hatte. Von 1952 bis 1987 wurde die COB von Juan Juan Lechín Oquendo geführt, der gleichzeitig Chef der FSTMB war.
Die COB ist traditionell „aufmüpfig“ und konfliktfreudig und hatte ein schwieriges Verhältnis zu allen bolivianischen Präsidenten seit den 1950er Jahren. 1979 wurde der durch einen Militärputsch an die Macht gekommene Alberto Natusch Busch durch einen von der COB ausgerufenen Generalstreik nach 15 Tagen entmachtet. Anfang der 2000er spielte sie eine wichtige Rolle während der Demonstrationen, die Präsident Carlos Mesa im Jahre 2005 aus dem Amt stürzten. Die COB unterstützte die Verstaatlichung der Gasförderung und kämpfte im Jahr 2000 gegen die Privatisierung der Trinkwassergesellschaft in Cochabamba.
Der Gewerkschaftsdachverband vertritt ca. 2 Millionen bolivianische Arbeiter aus verschiedenen Industriezweigen sowie dem öffentlichen Dienst und steht in engem Kontakt zu den Führern der indigenen Bevölkerung, wie z. B. Felipe Quispe Huanca.